# Sibylle Bergemann
Sibylle Bergemann (Berlino, 29 agosto 1941 – Gransee, 1º novembre 2010) è stata una fotografa tedesca; nel 1990 ha fondato l'agenzia fotografica Ostkreuz.

## Biografia
Dal 1958 al 1960 Bergemann studia per diventare commerciante e svolge questa professione fino al 1965. Dal 1965 al 1967 ha lavorato nella redazione della rivista Das Magazin. Nel 1966 inizia a formarsi come fotografa con Arno Fischer, con il quale si sposa nel 1985. Dal 1967 inizia a lavorare come fotografa freelance anche assieme al gruppo Direkt. A partire 1969 pubblica alcune foto sul settimanale Sonntag, dal 1973 sulla rivista di moda Sibylle e su Magazin. Ha lavorato, inoltre, per le case editrici Der Morgen e Greifenverlag.
Nel 1974 tiene la sua prima mostra alla House of Young Talents di Berlino. Nel 1977 diviene membro dell'Associazione degli artisti visivi della DDR. Dal 1975 al 1986 mette assieme una documentazione fotografica sulla nascita del Forum Marx-Engels a Berlino-Mitte.
Nel 1990 è membro fondatore dell'Agentur der Fotografen -Ostkreuz. Nel 1991 partecipa al progetto Almediterrana 92 ad Almería. Nel 1994 diviene membro dell'Accademia delle arti di Berlino, nel 2001 è membro fondatore della scuola <i>Fotografie am Schiffbauerdamm</i>, nel 2005 dell’Ostkreuzschule per la fotografia e il design a Berlino-Weißensee. Nel 2004 Bergemann e Fischer si trasferiscono dal loro appartamento a Schiffbauerdamm dopo 28 anni a causa di lavori di ristrutturazione. Il vecchio appartamento sito presso la stazione di Friedrichstrasse era il ritrovo preferito di fotografi della Germania Est e di molti fotografi di fama internazionale come Henri Cartier-Bresson, Helmut Newton, Robert Frank, Josef Koudelka, Barbara Klemm e Ellen Auerbach.
Il direttore dell'Istituto Francese di Berlino Est dispone di molti contatti internazionali, e nel 1988 le dà la possibilità di compiere il primo viaggio al di fuori della DDR per andare a Venezia.
Prima di trasferirsi forzatamente in un nuovo appartamento - a causa di una completa ristrutturazione che mette fine anche al progetto di una scuola per aspiranti fotografi - organizzano un finissage, documentato anche con una mostra. Bergemann ha attribuito il suo cancro all'esodo forzato da questo appartamento.
Negli anni 2006/2007 l'artista ha tenuto un'acclamata mostra all'Accademia delle arti di Berlino e al Museo della fotografia di Braunschweig. Nel 2009 ha presentato alcuni dei suoi lavori nella mostra collettiva Ostzeit. Geschichten aus einem vergangenen Land alla House of World Cultures di Berlino. 

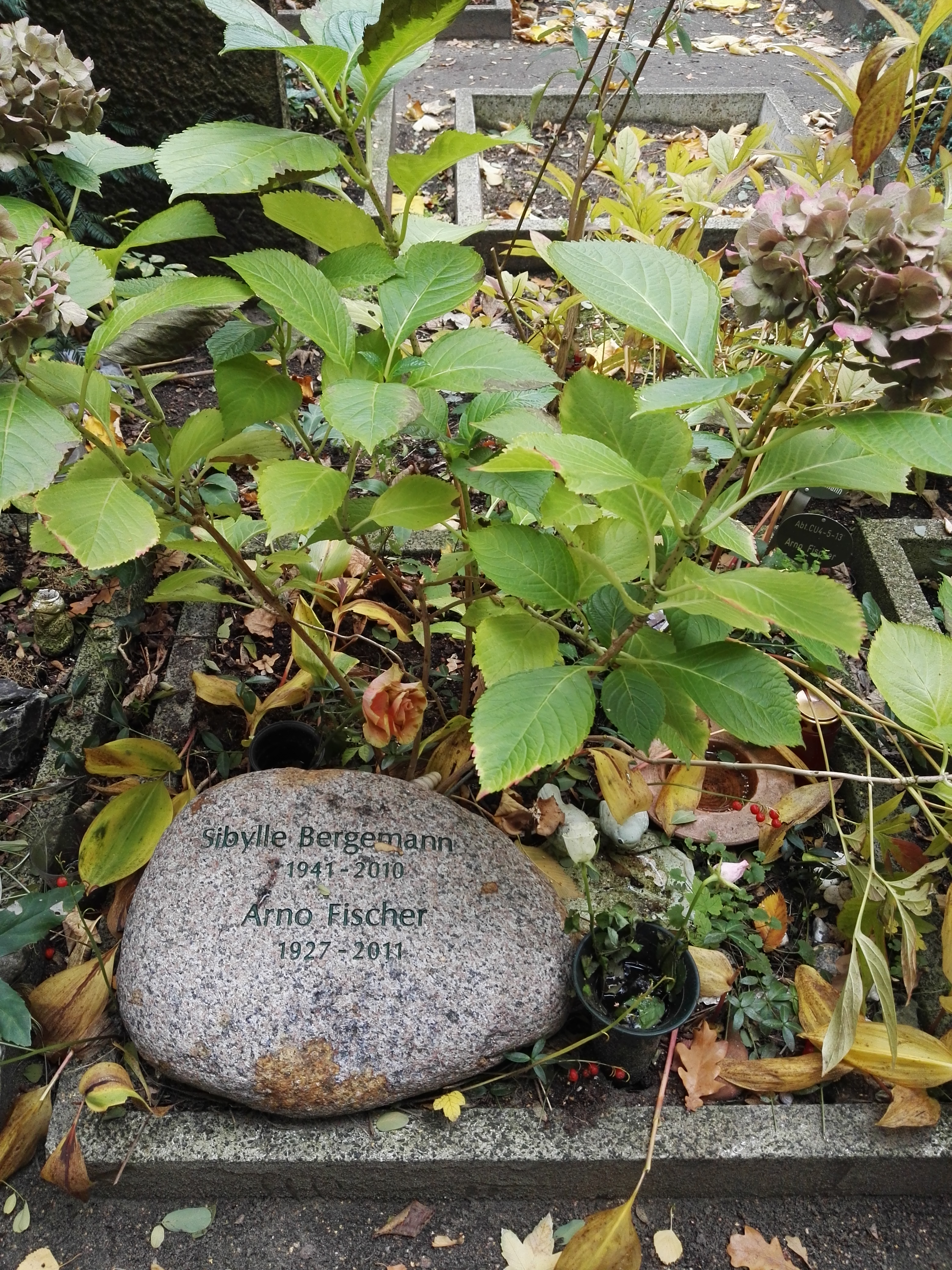
Tomba

Sibylle Bergemann è morta dopo una lunga lotta contro il cancro. È sepolta con il marito nel cimitero di Dorotheenstadt in Berlin-Mitte.

## Mostre

### Selezione di mostre di Sibylle Bergemann
- 1974: Haus der jungen Talente, Berlin
- 1981: Neue Dresdner Galerie, Dresden
- 1987: Immer derselbe Himmel. Club der Kulturschaffenden, Berlino
- 1990: PPS Galerie, Amburgo, (con Ute Mahler)
- 1991: Centre Régional de la Photographie, Douchy, Francia
- 1992: Museum für Kunst und Kulturgeschichte Dortmund, (con Horst Wackerbarth)
- 1992: Almediterranea 92. internationales Projekt, Hochschule der Künste, Almería, Spagna
- 1995: Verwunderte Wirklichkeit Sichtweisen, Galerie Weinberg Hildesheim
- 1997: es ist einmal. Land Brandenburg Lotto GmbH, Potsdam
- 1998: Engel in der Stadt. Galerie le Manège, Kulturbrauerei, Berlino
- 2000: Zeig mir dein liebstes Gut. Museum Berlin-Kreuzberg, Berlino
- 2000: Yva, Bergemann, McGrew. Postfuhramt, Berlino
- 2003: Pinacoteca, São Paulo, Brasile
- 2004: Galerie Argus, Berlino
- 2004: Finissage, Abschied vom Schiffbauerdamm, Wohnung Schiffbauerdamm, Berlino
- 2006: Galerie Robert Morat, Amburgo, (con Arno Fischer)
- 2006: Akademie der Künste, Berlino
- 2007: Sibylle Bergemann. Verblassende Erinnerung. Museum für Photographie (Braunschweig)
- Dal 2009: Sibylle Bergemann. Photographien. Mostra internazionale dell'Instituts für Auslandsbeziehungen e. V. (ifa)
  - Premiere nell'accademia dell'arte di Russia, Mosca, Federazione Russa.
  - 2010:
    - Galerie Le Manège, Dakar, Senegal
    - Dum umeni/Haus der Kunst, Brno (Brünn), Repubblica Ceca
    - Museum of Art, Seoul National University, Seoul, Corea del Sud

  - 2011:
    - Tochigi Prefectural Museum of Fine Arts, Utsunomiya, Giappone
    - Jiangsu Provincial Art Museum, Nanjing, Cina
    - Goethe-Institut Hanoi, Vietnam

  - 2012:
    - Singapur 2902 Art Gallery, Singapore
    - Sydney College of the Arts SCA/Kunstakademie Sydney SCA, Australia
    - Wairarapa Museum and Art Gallery, Masterton, Nuova Zelanda

  - 2013:
    - Bentara Budaya, Jakarta, Indonesia
    - MAP-Publika (White Box), Kuala Lumpur, Malesia
    - Art Gallery of Khon Kaen University, Khon Kaen, Tailandia
    - Villa Audi, Beirut, Libano

  - 2014:
    - Staatliches Museums- und Ausstellungszentrum ROSPHOTO, San Pietroburgo, Federazione Russa
    - ifa-Galerie, Stoccarda, Germania
    - Silk Road Gallery, Teheran, Iran

  - 2015:
    - Goethe-Institut/Max Mueller Bhavan, Mumbai, India
    - National Gallery of Modern Art NGMA, New Delhi, India

  - 2016:
    - Streetlevel Gallery, Glasgow, Gran Bretagna

  - 2017:
    - Museo de Arte Contemporáneo (MACO), Oaxaca, Messico
    - Centro Cultural Bam und Galería Regia, Monterrey, Messico